# Srpska liga 1946
La Srpska liga u fudbalu 1946., in cirillico Српска лига у фудбалу 1946., (it. "Campionato serbo di calcio 1946") fu la nona edizione del campionato calcistico dalla Serbia.
Fu la prima edizione nella Serbia liberata, ora parte della Jugoslavia. Per ritrovare una massima divisione puramente serba, bisognò aspettare il 2006, con la Superliga 2006-07.
Il torneo funse da qualificazione per la Prva Liga 1946-1947, neoformata massima divisione del campionato jugoslavo. Le 6 partecipanti erano state scremate da una lunga serie di spareggi disputati nei mesi precedenti.
A vincere il campionato fu la Stella Rossa, che venne così ammessa al campionato jugoslavo assieme al secondo classificato, lo Železničar Niš. Il terzo classificato, Metalac Belgrado, dovette passare per ulteriori spareggi.

Il capocannoniere fu Jovan Jezerkić della Stella Rossa con 7 reti.

## Ufficialità del torneo
Questo campionato compariva anche nell'elenco dei campionati di calcio non ufficiali della Serbia. Negli ultimi anni, le federazioni calcistiche di Serbia e Croazia hanno riconosciuto la legittimità dell'eredità di questi campionati nazionali e, nel maggio 2019, la commissione legale della FSS ha ufficializzato il titolo di campione dello Stato alla Stella Rossa.
Vi sono state proteste da parte dei rivali dei bianco-rossi, il Partizan, dato che in questo torneo non vi hanno partecipato le squadre della Voivodina. I bianco-neri ricorsero in appello contro l'assegnazione del titolo di campione di Serbia alla Stella Rossa, ma la Corte costituzionale lo rigettò nel febbraio 2020.

## Squadre partecipanti
Alla Srpska liga 1946 vengono ammesse le migliori due squadre di Belgrado, più le vincitrici delle 4 zone in cui era stato divisa la Serbia:
- I Zona (distretti di Šabac, Valjevo e Požarevac)
- II Zona (distretti di Kruševac, Jagodina, Čačak e Užice)
- III Zona (distretti di Niš, Prokuplje, Zaječar e Pirot)
- IV Zona (distretti di Vranje, Leskovac, Kragujevac, Sandžak e Kosmet)

| Squadra      | Sede       | Stagione 1945      | Stagione 1945         |
| Squadra      | Sede       | Pos.               | Divisione             |
| ------------ | ---------- | ------------------ | --------------------- |
| Metalac      | Belgrado   | 1º                 | Campionato belgradese |
| Stella Rossa | Belgrado   | 2º                 | Campionato belgradese |
| Jedinstvo    | Smederevo  | Vincitore I Zona   | Vincitore I Zona      |
| Borac        | Čačak      | Vincitore II Zona  | Vincitore II Zona     |
| Železničar   | Niš        | Vincitore III Zona | Vincitore III Zona    |
| Radnički     | Kragujevac | Vincitore IV Zona  | Vincitore IV Zona     |

## Girone finale

### Classifica
|  | Pos. | Squadra             | Pt | G | V | N | P | GF | GS | QR    |
|  | ---- | ------------------- | -- | - | - | - | - | -- | -- | ----- |
|  | 1.   | Stella Rossa        | 8  | 5 | 4 | 0 | 1 | 16 | 4  | 4,000 |
|  | 2.   | Železničar Niš      | 6  | 5 | 3 | 0 | 2 | 8  | 10 | 0,800 |
|  | 3.   | Metalac Belgrado    | 5  | 5 | 2 | 1 | 2 | 12 | 4  | 3,000 |
|  | 4.   | Radnički Kragujevac | 5  | 5 | 2 | 1 | 2 | 9  | 5  | 1,800 |
|  | 5.   | Borac Čačak         | 3  | 5 | 1 | 1 | 3 | 5  | 13 | 0,385 |
|  | 6.   | Jedinstvo Smederevo | 3  | 5 | 1 | 1 | 3 | 3  | 17 | 0,176 |

Legenda:
      Ammesse alla Prva Liga 1946-1947.
      Ammessa agli spareggi.
Note:
Due punti a vittoria, uno a pareggio, zero a sconfitta.

### Risultati
| 1ª giornata |                        |     |
|             |                        |     |
| 19 maggio   | Metalac - Radnički     | 1-1 |
| 19 maggio   | Borac - Stella Rossa   | 2-1 |
| 19 maggio   | Železničar - Jedinstvo | 1-0 |

| 2ª giornata |                         |     |
|             |                         |     |
| 26 maggio   | Metalac - Železničar    | 1-2 |
| 26 maggio   | Jedinstvo - Borac       | 1-1 |
| 26 maggio   | Radnički - Stella Rossa | 1-2 |

| 3ª giornata |                          |     |
|             |                          |     |
| 9 giugno    | Železničar - Radnički    | 0-3 |
| 9 giugno    | Borac - Metalac          | 0-3 |
| 9 giugno    | Stella Rossa - Jedinstvo | 8-0 |

| 4ª giornata |                        |     |
|             |                        |     |
| 16 giugno   | Radnički - Jedinstvo   | 0-2 |
| 16 giugno   | Železničar - Borac     | 4-2 |
| 16 giugno   | Metalac - Stella Rossa | 0-1 |

| \| 5ª giornata \| \| \| \| \| \| \| \| 30 giugno \| Stella Rossa - Železničar \| 4-1 \| \| 30 giugno \| Jedinstvo - Metalac \| 0-7 \| \| 30 giugno \| Borac - Radnički \| 0-4 \| |                           |     |
| 5ª giornata |                           |     |
| |                           |     |
| 30 giugno | Stella Rossa - Železničar | 4-1 |
| 30 giugno | Jedinstvo - Metalac       | 0-7 |
| 30 giugno | Borac - Radnički          | 0-4 |

### Marcatori
| Reti | Marcatore          | Squadra        |
| ---- | ------------------ | -------------- |
| 7    | Jovan Jezerkić     | Stella Rossa   |
| 5    | Kosta Tomašević    | Stella Rossa   |
| 4    | Aleksandar Jagodić | Železničar Niš |

## Spareggi-promozione
Le migliori squadre piazzate che non hanno ottenuto l'ammissione alla Prva liga, si sfidarono per un posto nella lega. Vinse il Metalac Belgrado, ma successivamente venne ripescata anche la Lokomotiva Zagabria.
```
Primo turno:

21.07.1946   Niš:        Lovćen Cetinje – Makedonija Skopje        3-0 (per forfait)
21.07.1946   Sisak:      Borac Banja Luka – Železničar Maribor     2-0

Secondo turno:

28.07.1946   Cetinje:    Lovćen Cetinje – Borac Banja Luka         5-1
28.07.1946   Novi Sad:   Sloga Novi Sad – Metalac Belgrado         0-2
04.08.1946   Banja Luka: Borac Banja Luka – Lovćen Cetinje         1-5
06.08.1946   Belgrado:   Metalac Belgrado – Sloga Novi Sad         1-1

Terzo turno:

11.08.1946   Cetinje:    Lovćen Cetinje – Metalac Belgrado         0-2
15.08.1946   Belgrado:   Metalac Belgrado – Lovćen Cetinje         6-3

Finale:

18.08.1946   Zagabria:   Lokomotiva Zagabria – Metalac Belgrado    0-2
22.08.1946   Belgrado:   Metalac Belgrado – Lokomotiva Zagabria    2-0
```